# 나카가와촌 (시즈오카현 가모군)
나카가와촌(일본어: 中川村)은 일본 시즈오카현의 동부, 나카군·가모군에 속해있던 촌이다. 현재의 마쓰자키정의 북부에 해당한다. 성립 당시의 이름은 나카노고촌(일본어: 中ノ郷村)이었다.

## 역사
- 1889년 4월 1일 - 정촌제 시행에 의해 나카군 나카노고촌이 성립하였다.
- 1891년 6월 11일 - 나카노고촌(中ノ郷村)에서 나카가와촌(中川村)으로 개칭했다.
- 1896년 4월 1일 - 군 개편에 의해 가모군으로 변경되었다.
- 1955년 3월 31일 - 마쓰자키정과 합병해, 새로운 마쓰자키정이 성립하여, 동일 나카가와촌은 폐지되었다.

## 참고 문헌
- 角川日本地名大辞典編纂委員会,『角川日本地名大辞典 22 静岡県』, 角川書店, 1978年, ISBN 4-04-001220-8